# Варак
Вара́к (ивр. בָּרָק‎ «блеск, молния») — израильский полководец, известный победой над ханаанцами. Был сыном Авиноама из колена Неффалимова и жил в Кедесе Неффалимовом, городе убежища и левитов. Его история изложена в пятой главе Книги Судей (1200 лет до н. э.)
Согласно Библии, Иавин, царь Асорский, царствовавший в Асоре, сильно угнетал в это время израильтян, тогда народ покаялся, и по Божию повелению восстала пророчица Девора. Она жила под пальмой на горе Ефремовой близ Иерусалима. Призвав к себе Варака и приказав ему идти к горе Фавор с десятью тысячами воинов, избранными из колена Неффалимова и Завулонова, она обещала предать в его руки Сисару, военачальника Иавинова. Варак поставил условием, чтобы Девора сопровождала его на битву, и они сошлись в Кедесе. Затем Варак, собрав 10 000 воинов, внезапно напал на войско Сисары и разбил его наголову. Победоносные израильтяне преследовали бегущего врага до Харашев-Гоима. Сисара пытался скрыться в куще Иаили, жены Хевера, но был спящий поражён ею в висок насмерть колом от палатки и молотом. Эта победа была воспета благодарственной песней Деворы и Варака (Суд. 5). Затем Варак сокрушил могущество Иавина и положил конец двадцатилетнему угнетению им израильтян.
Варак — один из израильских свидетелей веры, упомянутых апостолом Павлом (Евр. 11:32).